# Johann Carl Friedrich Lochmann
Johann Carl Friedrich Lochmann (* 1779; † 1838) war ein sächsisch-preußischer Orgelbauer in Delitzsch. Er errichtete mehrere Neubauten und führte an mehreren Orgeln im mitteldeutschen Raum Reparaturen durch.

## Leben
Johann Lochmann war als Orgelbaumeister und Instrumentenmacher mit kleiner Werkstatt in der sächsischen Amt- und späteren preußischen Kreisstadt Delitzsch tätig. Zu seinen Schülern zählen der spätere Orgelbaumeister Johann Gottlieb Müller († 1848) und Gottfried Wilhelm Baer.

## Werk
Von ihm sind u. a. Reparaturanschläge für die Orgel in Gollma aus den Jahren 1808 und 1826 sowie ein Kostenvoranschlag für den Neubau der Orgel in der Kirche in Priorau aus dem Jahr 1818 bekannt. Letzterer Anschlag war für die dortige verarmte Kirchengemeinde zu hoch, so dass auf ein günstigeres Angebot eines Orgelbauers aus Merseburg zurückgegriffen wurde. Ebenso abgelehnt wurde 1833 sein Kostenvoranschlag für den Neubau der Orgel in der Kirche von Büchel. 1836 baute er eine Orgel für die Kirche in Frauenhorst.